# اچ‌ام‌اس فودرویانت (۱۷۹۸)
اچ‌ام‌اس فودرویانت (۱۷۹۸) (به انگلیسی: HMS Foudroyant (1798)) یک کشتی بود که طول آن ۱۸۴ فوت ۸ ۱⁄۲ اینچ (۵۶٫۲۹۹ متر) بود. این کشتی در سال ۱۷۹۸ ساخته شد.